# Kinh tế Việt Nam thời Hồng Bàng và An Dương Vương
Kinh tế Việt Nam thời Hồng Bàng và An Dương Vương phản ánh trình độ và hoạt động kinh tế Việt Nam từ thời dựng nước tới trước khi chịu sự cai trị trực tiếp của người phương Bắc.

## Nông nghiệp
Nền kinh tế thời Hồng Bàng – An Dương Vương chủ yếu dựa trên trụ cột là nền nông nghiệp lúa nước, kết hợp với trồng lúa nương. Gạo chính là nguồn lương thực chính, trong đó chủ yếu là lúa nếp.
Người Việt cổ có những công cụ khai hoang, chặt cây là rìu đá, sau đó được thay thế bằng rìu đồng sắc bén hơn, mang lại năng suất cao hơn. Các nhà khảo cổ tìm được nhiều hiện vật niên đại thời kỳ này là những chiếc rìu chữ nhật và rìu xòe.
Theo tính toán của các nhà khoa học, mỗi năm phù sa sông Hồng tải ra biển từ 50-200 triệu tấn và là loại phù sa nhiều chất màu không kém các loại phân hữu cơ và phân hóa học. Điều kiện tự nhiên thuận lợi đó giúp cho nền nông nghiệp trồng lúa phát triển.
Người Việt thời kỳ này có công cụ làm đất chuyên dụng là lưỡi cày, lưỡi cuốc bằng đồng để xới đất, họ biết dùng trâu bò vào việc đồng áng. Ngoài ra, còn công cụ gặt gọi là lưỡi vằng. Hình ảnh cối giã thóc gạo bằng chày tay rất nhiều trên trống đồng, phản ánh việc làm lương thực trong đời sống sinh hoạt của người Việt khi đó. Gạo nấu trong nồi, chõ hoặc ống bương. Khảo cổ học phát hiện rất nhiều nồi, chõ gốm cỡ khác nhau thời Hùng Vương.
Bên cạnh nghề làm ruộng, làm rẫy còn có nghề làm vườn để tạo ra nguồn thức ăn ngoài gạo, là các loại rau, củ, đậu, các loại hoa quả... Ngoài ra còn có các sản phẩm của nghề chăn nuôi, săn bắn. Di chỉ ở Đồng Đậu tìm thấy những hạt na, hạt trám và di chỉ Hoàng Ngô tìm thấy những hạt đậu.
Nghề chăn nuôi không đóng vai trò tối quan trọng như vùng du mục Trung Á hay tây Trung Quốc cùng thời. Người Việt đã biết thuần dưỡng trâu bò, chó, voi, lợn, gà, dê... để phục vụ cho đời sống hàng ngày.
Thông qua các hình ảnh trên trống đồng thời kỳ này, các sử gia khẳng định người Việt thời kỳ này còn kết hợp đánh cá, hái lượm và săn bắn với các công cụ như lưới, giáo, lao, mũi tên... và khi săn bắn đã có sự tham gia của chó.

## Thủ công nghiệp

Trống đồng Ngọc Lũ loại I

Miền Bắc Việt Nam vốn có nhiều mỏ kim loại như các mỏ vàng, bạc, chì, sắt, đồng... Khu vực tương đương với các tỉnh Bắc Kạn, Thái Nguyên, Tuyên Quang, Lào Cai, Yên Bái, Thanh Hóa... có hàng chục mỏ đồng. Những mỏ này thường nhỏ, nông và lộ thiên, thuận tiện cho cách khai thác giản đơn. Đó là điều kiện đầu tiên để phát triển nền văn hóa đồ đồng.

### Luyện kim

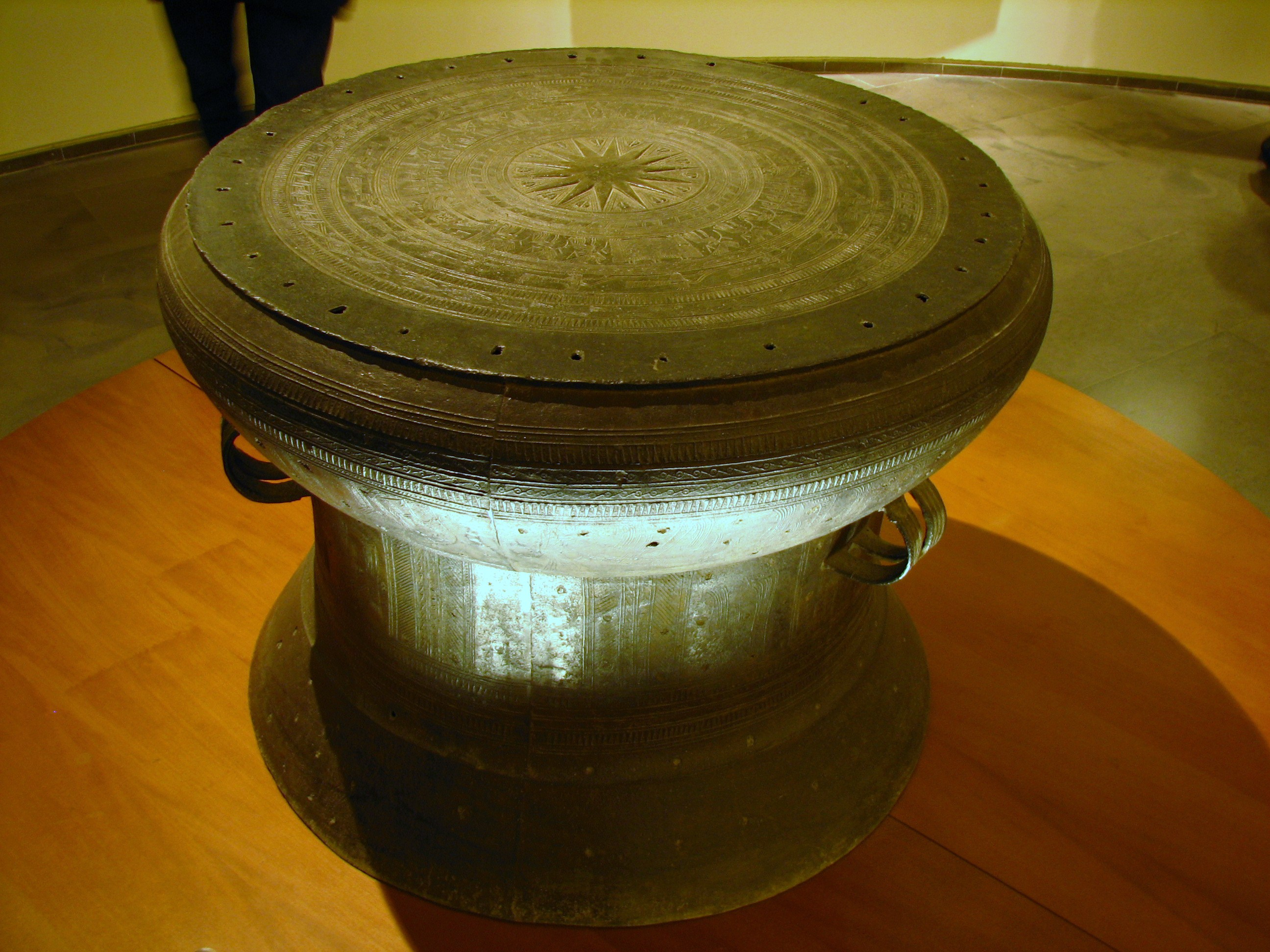
Trống đồng Sông Đà trưng bày tại Bảo tàng Guimet, Paris, Pháp.

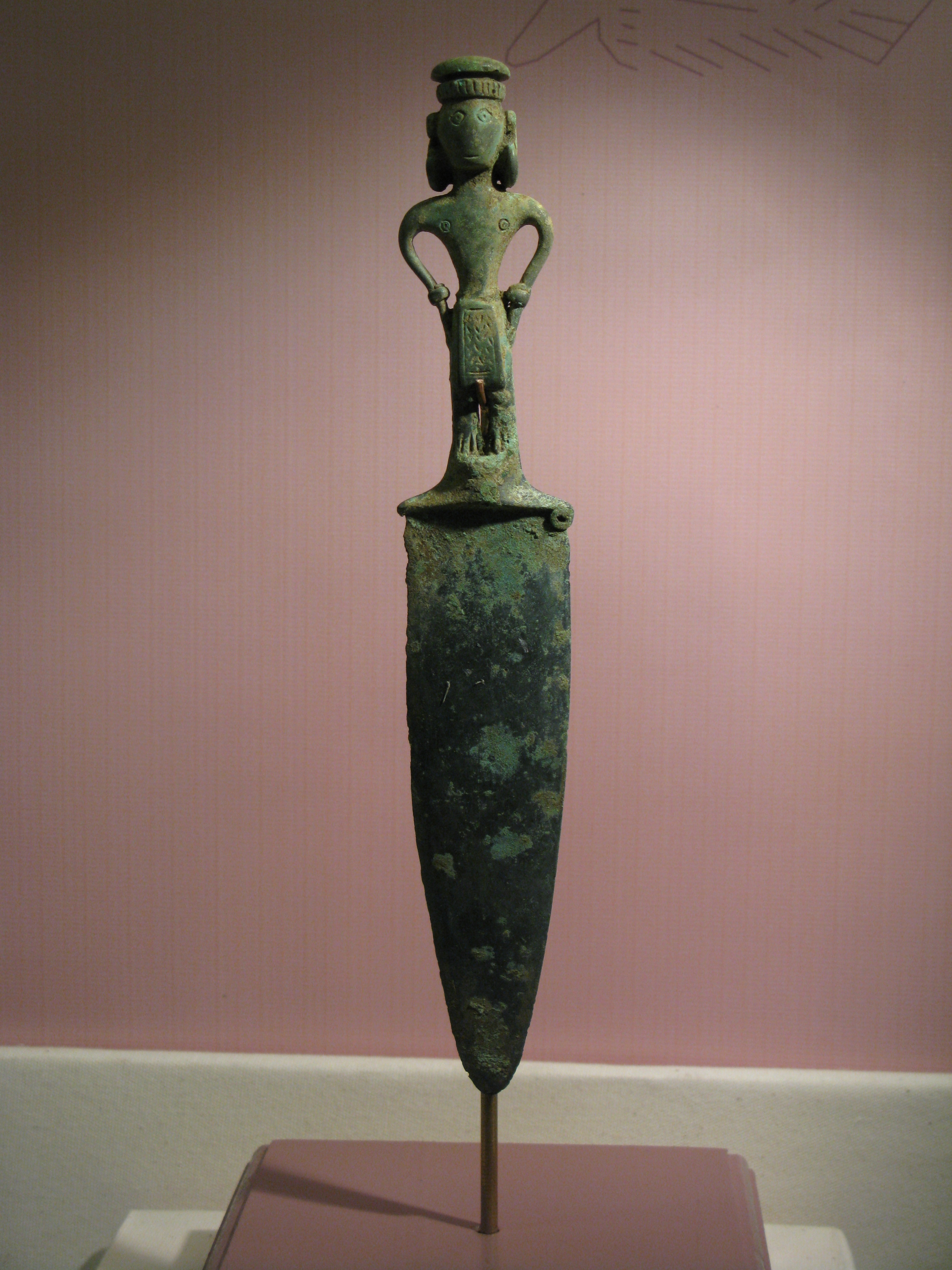
Dao găm có trang trí hình người ở chuôi dao.

Thành tựu nổi bật về thủ công nghiệp của thời kỳ này là kỹ thuật đúc đồng. Những sản phẩm tiêu biểu là trống đồng, mũi tên đồng và lưỡi cày đồng. Trống đồng là biểu tượng của quyền uy, mũi tên là vũ khí săn bắn và chống giặc, lưỡi cày đồng phục vụ sản xuất nông nghiệp.
Ngoài ra, người Việt thời kỳ này còn đúc đồng làm nhạc khí, đồ trang sức, vũ khí và các dụng cụ gia đình như thạp, thố, thuổng, lưỡi câu, tấm che ngực, dao găm, qua, vòng ống tay, vòng ống chân, chuông nhạc, xà tích,....
Những trống đồng đẹp nhất mà các nhà khảo cổ tìm được là trống đồng Đông Sơn, Ngọc Lũ, Hoàng Hạ, sông Đà, Cổ Loa, có kích thước lớn, hoa văn sắc nét đến từng chi tiết. Đương thời, trống đồng là sản phẩm kỹ thuật cao của sự kết hợp giữa đồng với thiếc nhưng chưa biết tới việc cho thêm chì vào hợp kim. Ngày nay, người ta đã thử nghiệm việc đúc lại trống đồng cổ nhiều lần nhưng vẫn chưa thực sự đúc được những chiếc trống hoàn chỉnh như thời xưa và các nhà nghiên cứu vẫn chưa khám phá ra bí ẩn của kỹ thuật đúc trống đồng thời kỳ này.
Thời kỳ này, người Việt đã có những bí quyết nghề luyện đồng, biết sử dụng ít nhất 11 loại hợp kim, trong đó có khâu rất quan trọng là đắp lò và tạo khuôn. Với nguyên liệu khá dồi dào, nghề đúc đồng đã phát triển mạnh mẽ, phục vụ tích cực cho nền nông nghiệp.
Nghề đúc đồng, chế tác kim loại phát triển được xem là một nhân tố quan trọng thúc đẩy sự phát triển toàn diện xã hội. Ngoài đồ đồng, các nhà khảo cổ ghi nhận sự xuất hiện những sản phẩm đồ sắt trong thời kỳ này.

### Nghề làm đồ đá
Vốn có từ thời cổ, tới thời kỳ này vẫn tồn tại, dù không còn được chú trọng như trước. Di tích khảo cổ thời kỳ này vẫn có những công cụ lao động bằng đá.
Ngoài mục đích làm công cụ sản xuất, nghề làm đồ đá còn tạo ra đồ trang sức như vòng bằng mã não, đá jade và nephrite.

### Nghề làm đồ gốm
Đồ gốm chủ yếu sản xuất vật dụng phục vụ đời sống như các đồ đun nấu và đồ đựng. Các bình gốm ở phần miệng, rìa miệng, đoạn eo thắt ở cổ đều đặn, song song chạy quanh thân gốm, loại hình sản phẩm gốm phong phú, đa dạng. Tuy nhiên, các nhà nghiên cứu cho rằng nghề gốm thời kỳ này vẫn tồn tại lẻ tẻ trong công xã thôn xóm, chưa trở thành ngành sản xuất. Dù có những tiến bộ kỹ thuật nhưng sản phẩm gốm thời kỳ này vẫn chưa qua giới hạn làm gốm thô.

## Thương mại
Sự phát triển của nền kinh tế trên nhiều mặt là cơ sở cho sự mở rộng trao đổi hàng hóa với những vùng lân cận. Thương mại thời kỳ này chủ yếu là trao đổi sản phẩm với sản phẩm (chưa có tiền tệ), trong đó sông Hồng là trục giao thông quan trọng. Các nhà nghiên cứu tìm thấy quả cân bằng đá hoặc bằng đồng, cho thấy sự trao đổi cần thiết công cụ đo lường.
Sản phẩm của thời Hùng Vương – An Dương Vương có mặt ở những nơi xa xôi so với nơi tạo ra chúng. Điển hình cho những sản phẩm này là trống đồng Đông Sơn có mặt tại khu mộ Thượng Mã Sơn ở Triết Giang mà các nhà khảo cổ Trung Quốc ghi nhận đây là chiếc trống đồng minh khí của cư dân Văn Lang, không phải của Trung Quốc và miền Bắc Việt Nam là nơi duy nhất tạo ra loại trống đồng minh khí này. Những trường hợp khác được xác nhận là trống đồng Cổ Loa, Hoàng Hạ ngược dòng lên vùng Vân Nam.
Ngoài ra, hiện tượng một số trống đồng loại I Heger của nước Văn Lang ở Thái Lan, Malaysia, Indonesia, Lào, Campuchia... cũng như sự có mặt của những lưỡi qua đồng Chiến Quốc ở nhiều di tích văn hóa Đông Sơn đã chứng tỏ có sự buôn bán giữa người Việt cổ đương thời với các quốc gia xung quanh. Một số đồ trang sức và trâu, bò cũng đã trở thành hàng hóa trong việc buôn bán giữa Văn Lang-Âu Lạc với các nước lân bang.